# Barney Stinson
Barnaby "Barney" Stinson è un personaggio della situation comedy How I Met Your Mother, interpretato da Neil Patrick Harris. Si autoproclama più volte il miglior amico di Ted Mosby, il protagonista della serie, nonostante quest'ultimo non faccia mistero di considerare Marshall come tale.

## Biografia del personaggio

### Infanzia e gioventù

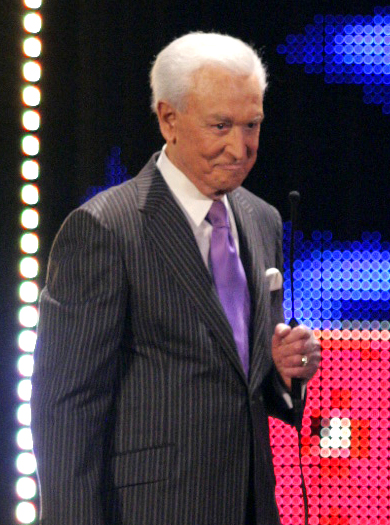
Il popolare conduttore televisivo Bob Barker, colui che per lungo tempo Barney crede essere suo padre.

Da bambino Barney viveva con la madre single, Loretta, e il fratello di colore James, figli che Loretta ha avuto da due diverse relazioni. La madre aveva fornito spiegazioni anche molto improbabili ai due bambini per cercare di motivare le loro evidenti differenze fisiche, finché non ha fatto credere a Barney che suo padre fosse Bob Barker, conduttore della versione americana di Ok, il prezzo è giusto!. Barney per tutta la vita crede – o finge di credere – di essere realmente figlio di Bob Barker.
Loretta non ha mentito ai figli solamente riguardo all'identità dei padri, ma anche in molte altre occasioni, per evitare di dare notizie troppo brutte: per esempio, quando ha fatto credere a Barney di non potere entrare nella squadra di basket della scuola perché avrebbe fatto sfigurare gli altri bambini, quando in realtà era negato; o quando ha realizzato una finta lettera del Direttore Generale delle Poste che spiegava l'assenza degli invitati al compleanno di Barney.
Nel 1998 Barney aveva 22 anni e, avendo finito il college, lavorava in un piccolo bar insieme con Shannon, sua ragazza da circa due anni. A quei tempi Barney era una sorta di hippy: rispettava le donne in quanto esseri umani, preferiva aspettare il matrimonio prima di fare sesso e sembrava quasi evitare ogni tipo di bene materiale. Barney e Shannon sarebbero dovuti partire insieme per il Nicaragua con i Corpi di Pace, ma la notte della partenza lei non si presentò. Barney scopre che in realtà Shannon aveva intenzione di lasciarlo per fidanzarsi con Greg, un ricco uomo d'affari che la riempiva di regali, e per cambiare totalmente vita. Barney accusa il colpo e, in un ultimo disperato tentativo di riconquistare Shannon, gira un video e glielo spedisce. Suo fratello, per rincuorarlo, convince Rhonda French, un'amica della madre nonché donna di facili costumi, ad andare a letto con Barney: è con lei che il ragazzo perde la sua verginità. Poco tempo dopo Shannon e Greg lo incontrano e lo deridono per via del suo video. Barney decide così di cambiare totalmente vita cominciando in primo luogo dall'abbigliamento e incominciando a indossare completi eleganti.
Egli avrà la sua personale rivincita su Shannon ben 8 anni dopo, quando Lily incontra Shannon che restituisce a Barney la cassetta con quel video umiliante. Barney distrugge la cassetta e poi va a trovare la stessa Shannon per mostrarle come è diventato. Barney infatti sostiene che lei ha fatto parte della sua vita e trova assurdo che non sappia com'è diventato dopo tanto tempo. Alla fine di una conversazione, Barney riesce a portarsela a letto (filmando per di più il tutto con il cellulare) e ad aggiungerla alla sua lista di avventure di una sera.

### Conoscenza di Ted e degli altri amici

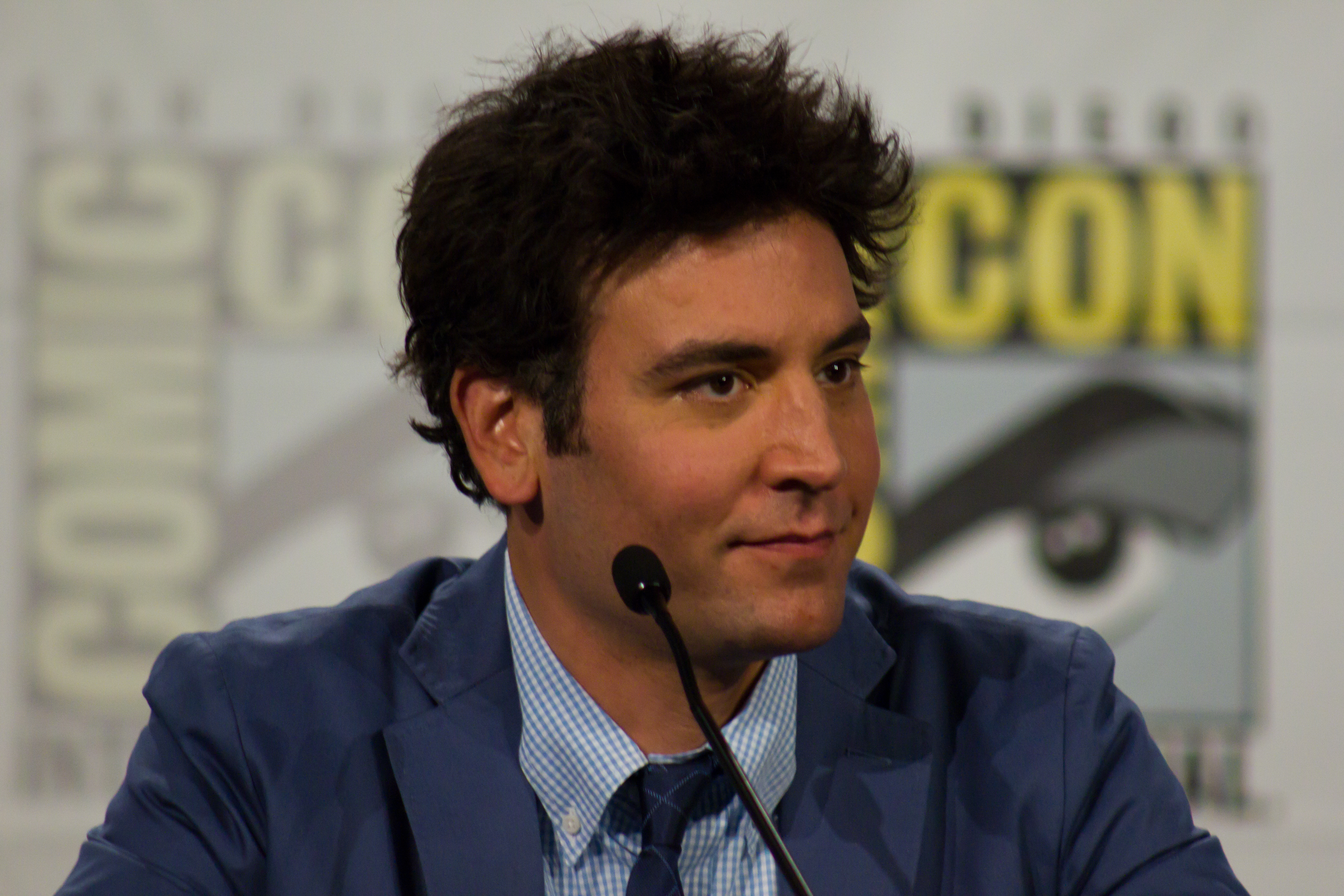
Josh Radnor interpreta Ted Mosby, di cui Barney ritiene essere il miglior amico.

Egli conosce Ted nel bagno del McLaren's Pub (il locale dove poi la comitiva sarà solita ritrovarsi ogni sera). Qualche minuto dopo averlo conosciuto Barney si siede al tavolo di Ted e gli fornisce preziosi consigli di vita:
1. Eliminare il pizzetto che non si intona con la giacca;
2. Comprare una giacca;
3. Non pensare al matrimonio prima dei trent'anni.

In seguito conosce anche il resto del gruppo. Anche l'incontro con Marshall avviene al McLaren's Pub: Barney rimane allibito dal fatto che Marshall è stato per così tanto tempo con un'unica donna, così gli propone di tradirla seducendo una bella rossa al bancone, ignaro che quella fosse proprio Lily, la ragazza di Marshall. Marshall accetterà quindi la sfida e dopo neanche cinque secondi riuscirà (ovviamente) a strappare un bacio alla ragazza, causando stupore e ammirazione in Barney, che lo pregherà per diverso tempo di rivelargli i suoi trucchi fino alla scoperta della verità. Conoscerà infine Robin nell'episodio pilota, insieme con gli altri componenti del gruppo.

### Gli schiaffi di Marshall

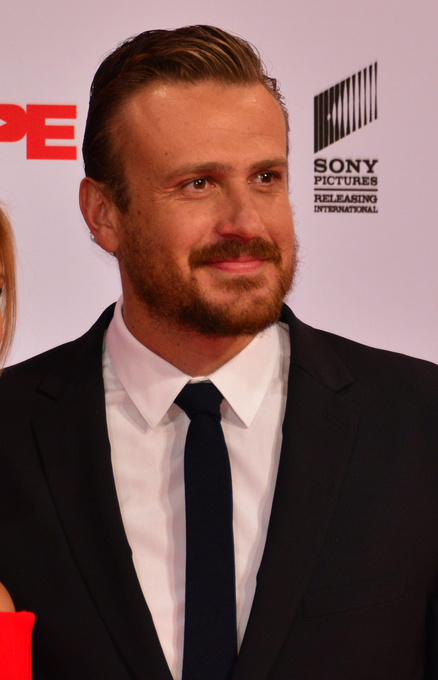
Jason Segel interpreta Marshall Eriksen, uno degli amici più stretti di Barney, oltre che suo collega di lavoro per qualche anno.

Dopo aver perso una scommessa con Marshall (sul fatto che Robin fosse stata in passato una pornostar o meno), quest'ultimo deve dargli cinque schiaffi come pegno. In seguito, nella settima stagione, si aggiungeranno altri tre schiaffi al cumulo totale.
- Il primo nell'episodio Lo schiaffone (seconda stagione), subito dopo avere vinto la scommessa.
- Il secondo nell'episodio Gelosia (seconda stagione), dopo avere assistito per ore al suo spettacolo teatrale volutamente noioso.
- Il terzo nell'episodio Lo schiaffeggiamento (terza stagione). Marshall mostra a Barney un sito da lui creato, con un conto alla rovescia. Il count-down termina durante il giorno del Ringraziamento, festa che Marshall trasforma nello "Schiaffeggiamento". A questo schiaffo, Marshall ha anche dedicato una canzone, You Just Got Slapped (nella versione italiana adattata come Uno schiaffo t'ho dato e cantata da Gianluca Iacono, il doppiatore dello stesso Marshall).
- Il quarto nell'episodio La vendetta della sberla (quinta stagione) e avviene esattamente due anni dopo l'ultimo schiaffo, sempre nel giorno del Ringraziamento/Schiaffeggiamento. Marshall come regalo cede la sberla a Ted e Robin, a patto che la diano prima del tramonto. Dal momento che tra litigi e atti di gentilezza, nessuno si decideva a dare lo schiaffo a Barney, alla fine è sempre Marshall a rifilarglielo.
- Il quinto e il sesto nell'episodio Scampato pericolo (settima stagione). In questo episodio Barney baratta con Marshall tre schiaffi da aggiungersi a quello che già gli rimaneva per potersi togliere la cravatta con le paperelle che Marshall, in seguito a una scommessa vinta, gli aveva imposto di mettersi per un anno. Alla fine della contrattazione, Marshall, possedendo quattro schiaffi, ne dà subito due a Barney.
- Il settimo nell'episodio L'arte degli schiaffi (nona stagione). In questo episodio Marshall, in uno dei soliti flashback, racconta del suo fantomatico "addestramento" in Cina per prepararsi a dare la sberla più potente che possa mai esserci. Nel racconto fantasioso di Marshall egli deve affrontare tre prove sotto la supervisione di tre maestri cinesi, impersonati di Robin, Lily e Ted. La sberla avviene il giorno prima del matrimonio tra Barney e Robin: dapprima Marshall manca il bersaglio, ma poco dopo, avendolo rincorso nel bosco, gli dà finalmente la penultima sberla.
- L'ottavo e ultimo nell'episodio Finalmente all'altare (nona stagione).

### Litigio con Ted
Alla fine della terza stagione, Robin e Barney vanno a letto insieme. Quando Ted lo viene a sapere, decide di perdonare Robin, ma allo stesso tempo di non essere più amico di Barney. Barney infatti ha violato il FraCodice che Ted aveva più volte rispettato in passato, così Ted decide che Barney fa parte di un capitolo della sua vita ormai chiuso. Barney prova a fingere che la decisione di Ted non sia importante per lui e cerca anche di sostituirlo, ma in realtà sente molto la sua mancanza.
Quando un'auto si schianta contro un taxi su cui è salito Ted, quest'ultimo finisce in ospedale, benché non sia niente di grave. Barney, informato telefonicamente della notizia da Lily, fa credere a quest'ultima che non gli importi niente, ma appena chiusa la chiamata lascia il posto di lavoro e si precipita verso l'ospedale correndo. Nel farlo, però, viene investito da un pullman e ricoverato nello stesso ospedale di Ted, finendo quasi totalmente ingessato per via delle numerose fratture riportate. In quest'occasione Barney e Ted si riconciliano, tornando a essere gli amici di un tempo.

### L'amore per Robin

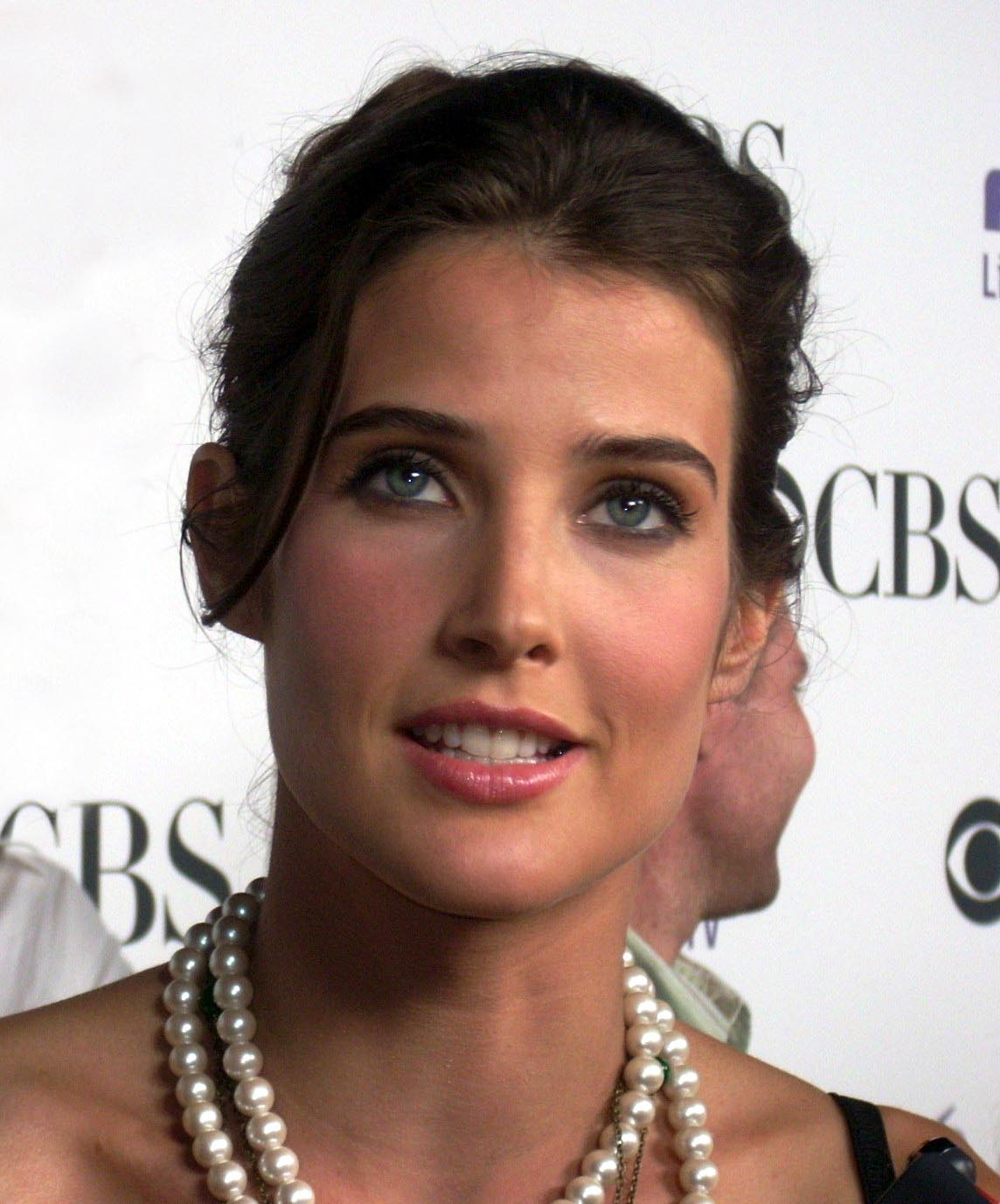
Cobie Smulders interpreta Robin Scherbatsky, dapprima amica e poi interesse amoroso ricorrente di Barney.

Nella quarta stagione, dopo la notte di sesso passata con lei e dopo l'incidente dove ha quasi rischiato la vita, Barney scopre di essere innamorato di Robin. Non si dichiara a lei, pur provandoci diverse volte, se non nel finale della stagione: nella quinta stagione i due si mettono insieme. In realtà la relazione tra i due appare strana fin dall'inizio perché entrambi mostrano delle difficoltà a legarsi, tanto da non riuscire ad ammettere di fronte ai loro amici che il loro rapporto sta diventando una vera e propria storia. Barney è stato single per molto tempo e si rende conto che se non vuole perdere Robin, deve provare a cambiare il suo comportamento. Così accetta di seguire un corso serale, su Robin stessa, tenuto da Ted. Questi insegna a Barney tutti i segreti su Robin e gli fornisce dei preziosi consigli affinché la loro storia continui. Robin scoprirà tutto, e dopo un'arrabbiatura iniziale capirà quanto Barney tiene a lei.
Quando i due arriveranno a fare sul serio, Barney regala a Ted la sua collezione di video pornografici: in uno di essi, Barney ha sovrascritto un videomessaggio per Ted stesso in cui lo implora di farlo lasciare dalla propria ragazza, quale che sia che lo abbia legato così tanto da fargli regalare i film porno. In effetti, Barney e Robin si sono lasciati molto andare: lui è ingrassato all'inverosimile, lei è diventata stressatissima e nervosa. Per farli lasciare Ted si farà aiutare da Lily e Marshall, ma sarà la coppia stessa a capire di avere sbagliato, pur decidendo di rimanere amici.

### L'incontro con il padre
Nella sesta stagione Loretta decide di vendere la casa in cui Barney e James hanno passato l'infanzia, e così, inscatolando gli oggetti, i due scoprono una vecchia fotografia che li ritrae da bambini con le parole "Tuo figlio" sul retro e indirizzata a un certo Sam Gibbs. Nonostante Barney sembra non volergli credere, James lo mette di fronte alla verità: Sam Gibbs potrebbe essere il vero padre di uno dei due. Giunti alla casa dell'uomo, Sam Gibbs si rivela essere un uomo di colore: egli è evidentemente il padre di James, ma Barney la prende in modo inaspettato e incomincia a trattare l'uomo come fosse suo padre. Alla fine Barney ammette il fatto che nemmeno Sam Gibbs è suo padre e dice inoltre di non avere intenzione di conoscere il suo vero padre.

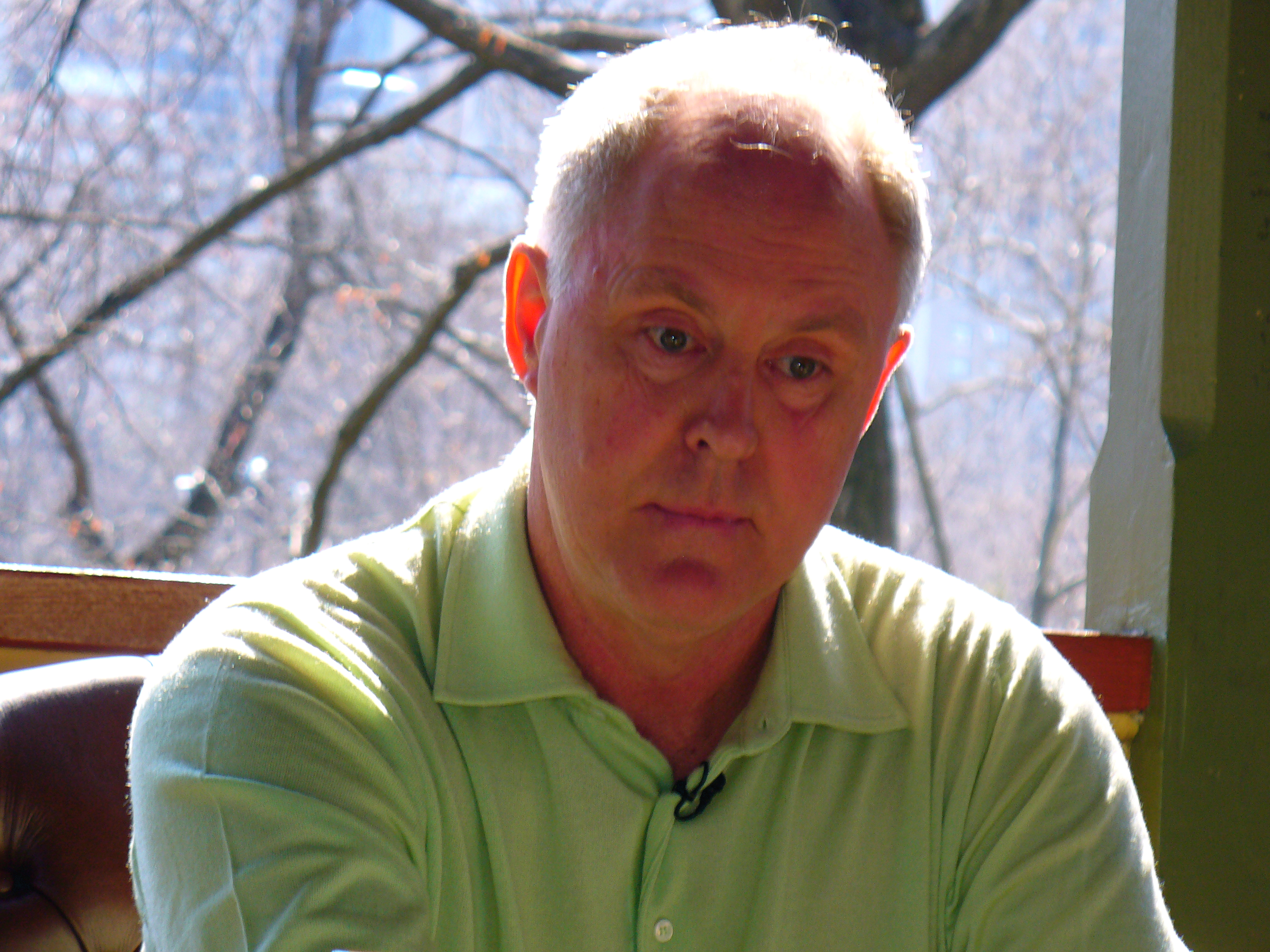
John Lithgow interpreta Jerry Whittaker, il vero padre di Barney.

Tempo dopo, Barney scopre insieme con Robin, grazie agli archivi del Natural History Museum, dove lui da piccolo aveva fatto cadere il modello di balenottera azzurra, che zio Jerome, l'uomo che l'aveva accompagnato al museo quel giorno e che non aveva più incontrato da allora per volere della madre, è in realtà suo padre. Zio Jerome all'epoca accompagnava le rockstar nei loro tour e viveva una vita sregolata. Quando Loretta gli impedisce di vedere ancora il figlio per paura della sua cattiva influenza, Jerome lascia Barney con la frase "Continua sempre a divertirti" e "nasconde" una spilla dietro l'orecchio del piccolo con un trucco di magia. Dopo la morte di Marvin Eriksen sr., Barney decide di incontrare il vero padre, lo "zio" Jerome, che si precipita da lui per riallacciare i rapporti (diciannovesima puntata della sesta stagione), ma l'uomo non è più quello che Barney si aspettava: la sua vita non è più sregolata, ma è un tranquillo istruttore di guida e ha messo su famiglia. Ora infatti Jerome ha una moglie e due figli. Ferito dal fatto che l'ultimogenito di Jerome si chiami come lui (Jerome jr, JJ), si fa insegnare come usare un cacciavite e si porta via il canestro del ragazzino, per portarlo nella nuova casa di Ted, con la frase "un bambino ha bisogno di un canestro". In questa puntata si scopre che a Barney è sempre mancata una figura paterna.
Qualche tempo dopo, il padre decide di telefonare a Barney e quindi di uscire il sabato sera con lui e i suoi amici. Barney cerca in tutti i modi di riportare il padre ai tempi di "Jerry il Pazzo" provando a farlo ubriacare. Jerome sta al gioco ma lo fa solamente per fare capire a Barney che non può continuare ad avere uno stile di vita così sregolato ancora per tanto tempo. Alla fine Barney confessa che anche lui ha pensato molte volte all'eventualità di sistemarsi ma crede di avere perso ormai il treno e che sia ormai troppo tardi per lui. Il padre lo rincuora e lo invita a non abbattersi, anche perché se troverà la persona giusta, sistemarsi non sarà poi così difficile. Infine Jerome ridà a Barney la spilla che aveva "nascosto dietro il suo orecchio" e Barney sorpreso dal gesto accetta di andare a pescare con il padre e il fratellino JJ.

### Il matrimonio
Robin torna nel cuore di Barney nell'ottava stagione: dopo la storia con Quinn, lui si accorge - grazie a una chiacchierata con una sconosciuta, che si scoprirà essere la futura moglie di Ted - di amarla ancora e, con un complicato stratagemma, l'ultimo del Playbook, Robin - Il pettirosso, le chiederà direttamente di sposarla. L'intera nona stagione si basa sul matrimonio tra i due, essendo ambientata esclusivamente durante il weekend delle nozze. I due si sposano, ma dopo tre anni Barney, per stare dietro Robin e alla sua carriera, si vede costretto a viaggiare in continuazione rinunciando a tutto, alla fine ammette che pur amando la moglie, non è più felice e dunque i due divorziano nel 2016.

### La paternità
Alcuni anni dopo il divorzio, in cui ha ripreso la vita che conduceva in passato, durante una delle sue avventure occasionali, Barney mette incinta una delle sue conquiste, e nel 2020 diventa padre della piccola Ellie. Barney mette definitivamente la testa a posto e diventa un bravo padre, affermando che Ellie sia il suo vero grande amore.

## Caratterizzazione
Barney è uno dei principali personaggi di How I Met Your Mother e in diversi episodi arriva a ottenere maggiore visibilità di Ted Mosby, vero protagonista della serie e voce narrante, dando vita a un caso di "Sindrome di Fonzie". Barney è cresciuto con la madre e con il fratello ed è per questo che probabilmente è rimasto un grande cocco di mamma, al punto da chiamare la madre ogni giorno. È un alto dirigente di Wall Street che lavora alla Goliath National Bank, anche se il suo ruolo nella banca non viene mai ben definito, se non nell'ultima stagione dove si scopre che svolge il tanto remunerativo quanto illegale lavoro di prestanome; anche questo farà però parte di un piano che ha ideato per vendicarsi del suo capo, collaborando con l'FBI e incastrandolo, poiché questi anni addietro gli aveva portato via la sua prima ragazza. È un gran donnaiolo tanto che nella sua "carriera" ha sedotto, conquistato e abbandonato oltre duecento donne. Barney è vestito quasi sempre con il completo. Come gli altri protagonisti della serie vive a New York, ma in un appartamento del Lower Manhattan. Barney appare estremamente bravo e risoluto nelle attività pratiche che decide di intraprendere, specie se queste riguardano giochi e sfide. Per esempio nel quindicesimo episodio della seconda stagione, Il Penny Fortunato, corre e completa la maratona di New York senza essersi prima allenato, e apparentemente senza accusare particolare fatica. Tuttavia, direttosi in metropolitana di ritorno dalla maratona, non è più riuscito a reggersi sulle gambe. Sempre nella seconda stagione, prende parte al quiz televisivo The Price is Right nella speranza di rintracciare il suo padre biologico (che crede essere il conduttore del programma, Bob Barker), vincendo tutti i premi giocando con notevole precisione e senza mostrare il minimo vacillamento, ma perdendo diverso tempo a intrattenere Barker durante i suoi turni di gioco in modo da rendere quest'ultimo partecipe della sua infanzia.

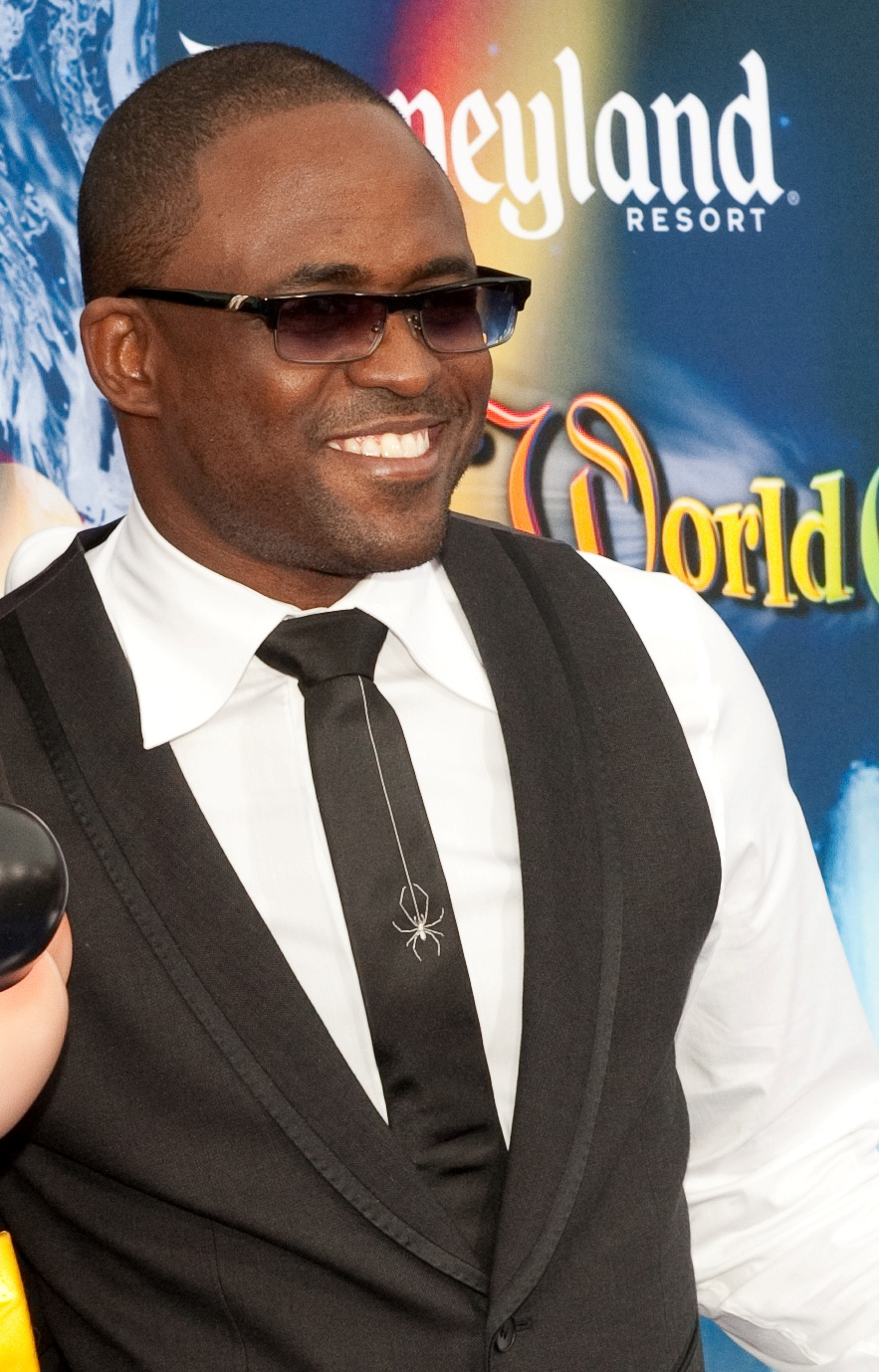
Wayne Brady interpreta James, il fratello di Barney.

Barney si comporta spesso da opportunista e manipolatore, soprattutto quando si tratta di abbordare una ragazza, ma anche, per esempio, quando deve convincere Marshall e Ted a lavorare per la sua banca. Nonostante generalmente si presenti come un individuo cinico, sicuro di sé e dalla parlantina persuasiva e sciolta, Barney è estremamente sensibile a determinati stimoli ed esperienze, che ne condizionano più o meno profondamente i comportamenti e lo stato d'animo, come quando si scopre il motivo per cui è solito vestire completi classici e presentarsi come un altisonante business-man, e cioè l'abbandono da parte del suo grande amore giovanile in favore di un elegante uomo in giacca. È inoltre un bugiardo patologico. Ha affermato anche di soffrire di deficit dell'attenzione. Secondo molti, il suo carattere riflette quello della bro culture.
Barney considera importantissima e inviolabile l'identità che è riuscito a costruirsi, e quando scopre di non avere realmente soddisfatto la donna con cui aveva perso la verginità molti anni addietro, le sue certezze vacillano, tanto che in una manciata di scene lo si vede anche indossare un abbigliamento sportivo. Ha una vera e propria ossessione per le scommesse: ha infatti il vizio di trasformare le frasi dei suoi amici in scommesse a lui indirizzate. Barney inoltre odia a detta sua (anche se spesso finisce con il contraddirsi) le coppie, i matrimoni e i bambini, tanto da scrivere nel suo blog che non si dovrebbero avere figli prima dei 45 anni, mentre ama gli addii al celibato e prova sempre a organizzarli. È molto legato a Ted, del quale si considera il migliore amico (sebbene Ted ribadisca sempre che è Marshall il suo migliore amico), e si preoccupa che lui e gli altri possano o meno considerarlo tale. Quando Barney andrà a letto con Robin mostrerà di soffrire estremamente il confronto con Ted, chiedendo addirittura aiuto a Marshall di trovare una giustificazione alla sua azione, che viola anche il Codice dei fratelli (The Bro Code in lingua inglese). Barney è anche zio, visto che suo fratello James (interpretato da Wayne Brady), che prima di sposarsi aveva il suo stesso identico stile di vita, ha adottato un bambino con il suo partner.

### Il lavoro e il tempo libero
(Frase ricorrente di Barney)
Barney incarna il perfetto uomo di Wall Street e ha tutte le caratteristiche del capitalista per antonomasia. Lavora presso la Goliath National Bank, ma ogni volta che qualcuno gli chiede quale sia il suo vero lavoro lui risponde con "Ti prego!" (in originale Please). Inoltre in tutte le scene in cui si trova sul posto di lavoro, Barney appare spesso impegnato a non lavorare. Occupa una posizione piuttosto importante nella banca e riceve un salario molto elevato. Il suo ufficio è piuttosto grande e dietro la sua scrivania sono appesi una serie di Motivational Poster. Nella quinta stagione, dopo la mancata fusione della GNB con un'altra società, Barney rischia seriamente il posto. Il suo sogno è quello di lavorare alla GNB insieme con Ted e Marshall e questo sogno si realizzerà, anche se solo per un breve periodo nella sesta stagione. Marshall lavorava ormai da diverso tempo con lui nell'ufficio legale, mentre Ted viene assunto dalla GNB per progettare la loro nuova sede a Manhattan, entrambi comunque erano stati assunti grazie a Barney. Marshall, rendendosi conto che quello non era ciò che aveva intenzione di fare nella vita, lascia il lavoro e decide di schierarsi contro la GNB nel processo per la demolizione dell'Arcadian. Anche Ted viene convinto da Zoey (sua ragazza all'epoca) a schierarsi contro la GNB, ma si ricrede in seguito capendo quanto il progetto sia importante per lui. In questa occasione Barney rischia nuovamente il posto e decide di non parlare per un po' con Ted e Marshall. Con quest'ultimo Barney incomincerà una vera e propria guerra, fatta di una serie di tiri mancini. I tre alla fine fanno pace e l'Arcadian viene distrutto per lasciare spazio alla nuova sede della GNB.
Nella nona stagione si scopre che Barney funge da prestanome per l'azienda firmando documenti che la potrebbero incriminare, in modo che la colpa ricada su di lui (Please è infatti l'acronimo di "Provide Legal Exculpation And Sign Everything", letteralmente: "Fornire un capro espiatorio legale e firmare tutto", adattato in italiano come "Pensati Ricattabile e Firma A Volontà Ogni Relazione") e che ad assegnargli il lavoro è stato proprio Greg, l'uomo che gli aveva rubato la ragazza quando era hippie. Due mesi dopo il proprio matrimonio, si vendicherà su Greg, facendolo arrestare dall'FBI (con cui segretamente collaborava fin dall'inizio).
Secondo Barney, le aziende americane vogliono persone che sembrino pronte ad affrontare qualunque rischio ma che in realtà non fanno niente, mentre se essi fanno realmente qualcosa vengono licenziati. Queste sue idee sono evidenziate soprattutto nel suo video-curriculum, nel quale in realtà non dimostra niente e cerca più che altro di impressionare l'osservatore con frasi a effetto e parole inventate (come il "possimpibile", ovvero il punto in cui, a detta di Barney, ciò che è possibile e ciò che è impossibile si mescolano).
Nel suo tempo libero, Barney, in aggiunta alle sue conquiste femminili e alle serate trascorse con gli amici, fa diverse cose. È un fan di laser tag anche se è stato bandito a causa dell'eccessiva "foga" con cui s'impegnava nel combattere i bambini partecipanti. Barney è appassionato anche di karaoke, scotch, sigari e club di strip tease. Mago dilettante, conosce diverse lingue straniere (anche orientali), ed è anche un bravo pianista. Ha un blog, nel quale descrive le sue giornate, i suoi pensieri, le sue teorie e il suo modo di vivere. Barney è inoltre fan di Van Halen, Guns N' Roses, Led Zeppelin, Genesis, AC/DC, Bon Jovi e, anche se non gli piace ammetterlo, Backstreet Boys.

### La casa

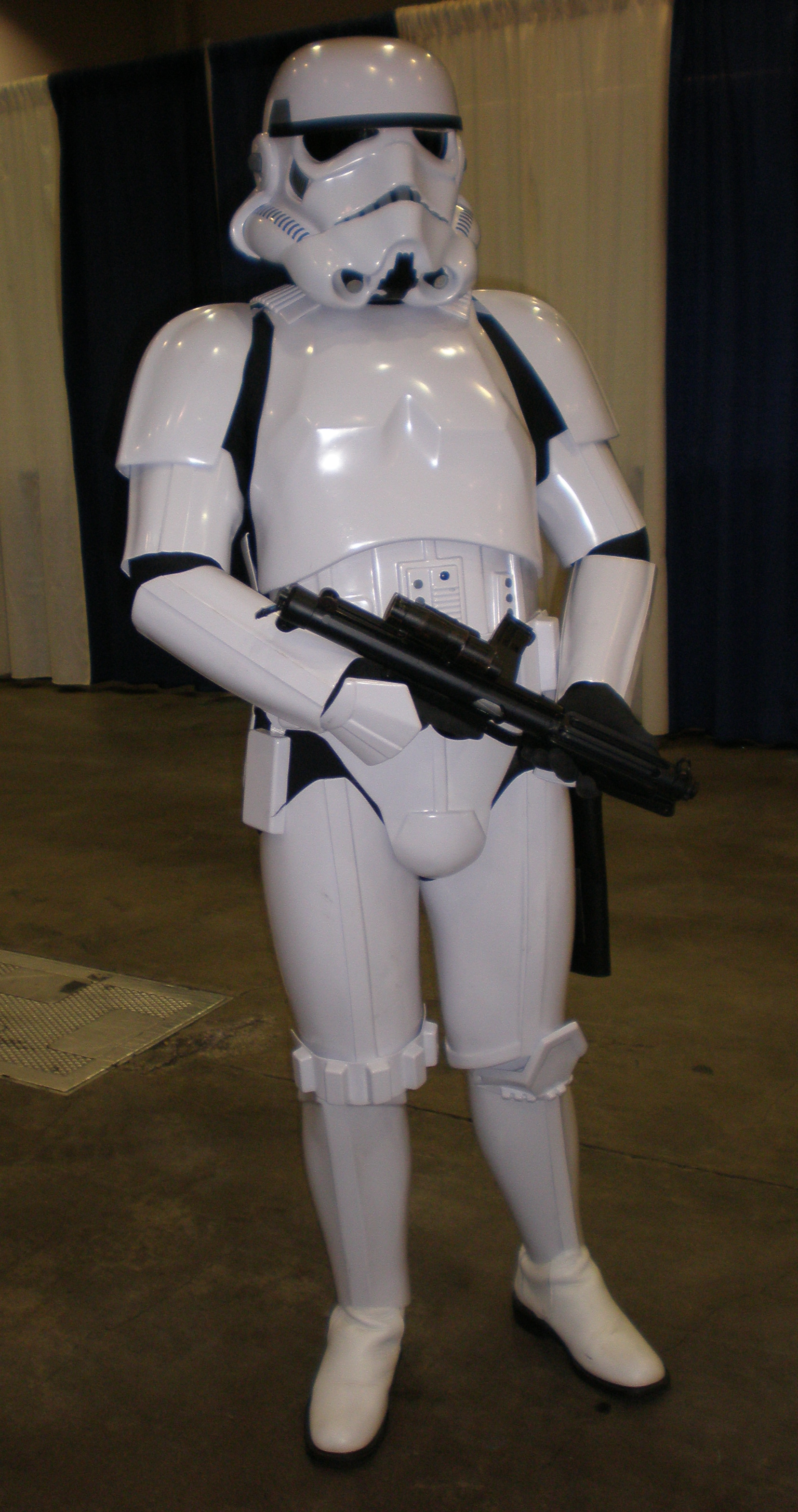
Essendo un grande fan di Guerre stellari (come gli amici Ted e Marshall), Barney esibisce uno Stormtrooper nel soggiorno di casa.

Barney vive in un appartamento nell'Upper East Side, prestigiosa zona di New York. La casa viene mostrata la prima volta nell'episodio La coppia più bella del mondo. Questa casa rappresenta, secondo Barney, il "cuore del paese degli scapoli" e tutte le donne al suo interno sono considerate "immigrate illegali", a meno che non abbiano un "visto per fini erotici", che dura 12 ore. Chi entra nella casa di Barney deve rispettare una sola regola: non cambiare niente all'interno della casa. Nel soggiorno Barney possiede tra le altre cose, un televisore dallo schermo piatto da 300 pollici che occupa un'intera parete e una riproduzione di uno Stormtrooper di dimensioni originali. Inoltre nell'angolo cucina, Barney al posto del forno possiede un facsimile in cartone da esposizione. Nella casa ci sono due camere da letto, una delle quali viene utilizzata da Barney solo per riporre i suoi vestiti. Nell'altra camera, sono presenti un televisore identico a quello del soggiorno e un letto a due piazze con una coperta singola e un solo cuscino. Nella stanza da bagno è presente un solo telo per la doccia e il water ha la particolarità di avere una tavoletta che si alza automaticamente, in attesa di brevetto. Infine è lasciata bene in mostra tutta la sua collezione di porno in una videoteca. Tutte queste strane soluzioni sono adottate da Barney per fare in modo che le donne con cui va a letto capiscano da sole, guardandosi intorno nella casa, che devono andarsene.
Nello stesso episodio Barney capisce che la sua strategia non sempre funziona, così fingerà di essere sposato con Lily (ospitata per qualche tempo a casa sua) per scacciare le donne che dopo essere andate a letto con lui non vogliono più andarsene di casa. Così Lily lo spingerà a cambiare molte cose in casa (come sostituire i film porno con i libri o il modello di Stormtrooper con una pianta) per fare in modo che la messa in scena funzioni al meglio. La vita da "sposati", però, dura solo due settimane e Barney caccia Lily di casa perché si accorge di avere subito troppo la sua influenza. Una situazione simile si ripropone quando Barney si fidanza con Robin. Tra i due infatti scoppia un litigio perché Robin vuole sbarazzarsi dello Stormtrooper (da lei chiamato prima "Robot" e poi "Stormpuzzer") in soggiorno. Inoltre Robin costringe Barney a liberarsi dei suoi porno.
Da ricordare inoltre che Quinn Garvey, l'ultima delle fidanzate di Barney, per ripicca modificò brevemente l'intero arredamento della casa ingaggiando un arredatore: questa diventò così molto femminile, con lo Stormtrooper che venne tra l'altro sostituito da due grandi statue di Hello Kitty; Barney non si arrabbia, ma in breve rimette tutto al suo posto.

### Barney e le donne
Barney ha generalmente una considerazione molto bassa delle donne (che per lui sono "bambole"), soprattutto dopo la delusione amorosa con Shannon. Barney sembra avere una vera e propria ossessione nel rimorchiare donne e cerca continuamente di ingannarle pur di portarle a letto. Spesso Barney ha finto di avere intenzioni serie pur non avendole o si è spacciato per qualcun altro, arrivando addirittura a dire di essere Barack Obama Jr.. Per fare questo però Barney ha bisogno spesso anche di una "spalla". La spalla ufficiale di Barney è Ted, ma in varie occasioni, per via di litigi o altre questioni, la spalla di Barney è impersonata da Randy (un collega molto impacciato con le ragazze), Marshall (che si rivela essere una pessima spalla), Robin o addirittura se stesso. Barney, inoltre, ama filmare le sue prestazioni con le donne occasionali che porta a letto. Quando il rapporto viene consumato a casa sua, Barney fa capire, poi, in ogni modo, alla ragazza che deve andarsene. Quando invece il rapporto si consuma a casa della ragazza, Barney cerca sempre di scappare durante il sonno della concubina e arriva a usare una lettera standard (nella quale va inserito solamente il nome della donna) per spiegare le sue ragioni. Secondo Barney, inoltre, parlare con una ragazza con cui si è già andati a letto, è come cambiare l'olio a una macchina a noleggio.

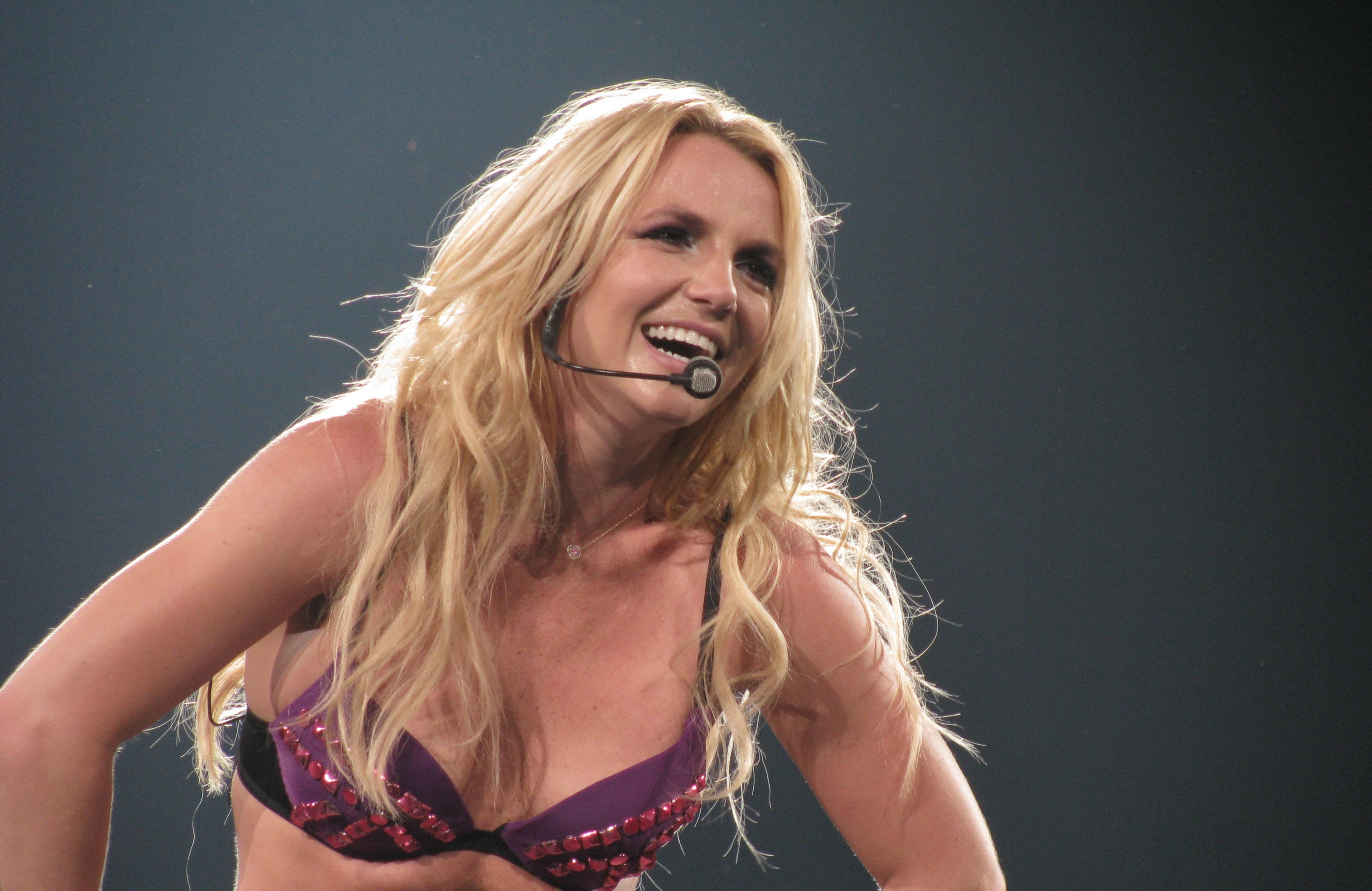
La cantante Britney Spears interpreta Abby, una ragazza che s'invaghisce pazzamente di Barney.

Nella primavera del 2008 la carriera di donnaiolo di Barney viene messa a serio rischio da una donna misteriosa che avvicina tutte le donne che Barney cerca di rimorchiare, approfittando dei momenti in cui lui si allontana, per informarle di quanto egli sia un bastardo. Barney non riesce a capire chi sia questa donna, vista anche la lunga lista di rimorchiate. Successivamente, Barney scopre che la donna in questione è Abby (interpretata da Britney Spears), la segretaria di Stella Zinman, delusa per non essere più stata richiamata. I due poi si mettono d'accordo per fare finta di stare insieme e fare capire a Ted quanto sia ridicolo lui nei rapporti di coppia.
Barney inoltre ha una serie di traguardi prefissati che riguardano in un modo o nell'altro la seduzione di ragazze: assieme a Ted, per esempio, ha messo in palio una cintura da campione per il primo dei due che riuscisse ad andare a letto con due donne contemporaneamente; nell'infanzia, Barney ha scommesso con un bulletto della scuola di riuscire a portarsene a letto duecento: ci riuscirà nella quarta stagione; Barney inoltre muore dalla voglia di portarsi a letto una barista (tanto da essere disposto a non indossare completi per lei), dal momento che nella sua carriera di donnaiolo pur avendo conquistato donne delle più varie professioni, non è ancora riuscito a portarsi a letto una barista; un altro traguardo molto importante è quello della "settimana perfetta" che consiste nel sedurre e portare a letto una ragazza al primo colpo, ciascuna delle sette sere di una settimana: questa impresa è riuscita a Barney dopo qualche tentativo fallito; inoltre, si era prefissato come obiettivo il portarsi a letto almeno una ragazza di ogni stato del mondo.
Per raggiungere questi obiettivi ha redatto un Manuale di Rimorchio, un libro contenente tutti i trucchi per raggirare le donne e portarsele a letto. Per il 28º compleanno di Ted, per esempio, Barney inscena quello che secondo lui è "il più grande tentativo di rimorchio": dopo avere fermato una ragazza al McLaren's la fa sedere trattandola come se avesse un'emorragia interna e delle fratture, chiamando anche i paramedici; alla fine Barney svela alla ragazza di comportarsi così perché l'ha vista cadere direttamente dal paradiso, e riesce ad avere il suo numero. In un altro momento lo si vede, truccato da anziano, fingere di venire dal futuro per convincere una ragazza a venire a letto con il giovane sé stesso per aiutarlo a trovare la soluzione al riscaldamento globale: seppur assurdo, il trucco si rivelerà efficace. Una volta Barney arriva a mostrare un cartello in diretta nazionale durante il Super Bowl recitante: "Hey Ladies Call Barney Stinson 1-917-555-0917". In questa occasione riceve una gran mole di chiamate da parte di belle ragazze, tuttavia non riesce a concludere con nessuna di queste perché pensa sempre che possa essercene una più sexy che lo stia chiamando.

#### Donne significative per Barney
Tra le oltre 310 donne sedotte e abbandonate sono alcune quelle importanti nella vita di Barney, per diversi motivi:
- Wendy: la cameriera del bar frequentato da Barney e tutto il gruppo. I due vanno a letto insieme ma Barney la scaricherà dopo poco per potere di nuovo sedurre le ragazze del bar. Ciò nonostante, lei non ne restò affatto turbata e mantenne un rapporto amichevole. Nella sesta stagione Wendy incontra un collega di Marshall (appena licenziato per colpa di quest'ultimo, involontariamente) che diverrà suo marito.
- Shannon: il grande amore della sua vita fino ai 23 anni, sono stati insieme sempre senza mai avere rapporti sessuali. Dovevano andare in Nicaragua nei Corpi di Pace per due anni ma lei lo lasciò per un uomo in giacca e cravatta. Dopo quel trauma, Barney divenne ciò che è oggi. Nella prima stagione Barney ne parla e, oltre a questo, la va a trovare per mostrarle com'è diventato. Scopre che è diventata madre, parlano un po' e, infine, la porta a letto per poi prometterle di telefonarle (cosa che ovviamente non farà mai più).
- Betty: l'attrice che Barney ingaggia per interpretare sua moglie in modo da dare alla madre un'ultima gioia quando questa è in punto di morte. Tuttavia Loretta, la madre di Barney, si è ripresa dalla grave malattia e la messa in scena è continuata per qualche anno, tanto che Barney ha dovuto ingaggiare anche un bambino perché interpretasse suo figlio Tyler. I suoi amici lo spingono a raccontare poi la verità alla madre[45], che in realtà non sopportava né Betty né Tyler.
- Robin Scherbatsky: Barney si innamora di lei dopo esserci andato a letto nella terza stagione. All'inizio della quinta si mettono insieme, ma si lasciano poco dopo perché non sono felici. Nell'ultimo episodio della sesta stagione, sia lui sia Robin sembrano desiderosi di ritentare una relazione, finché Barney non rivede Nora e, incoraggiato da Robin, la invita a uscire. In un momento della storia in cui entrambi sono impegnati (Robin con Kevin, Barney con Nora), i due si baciano in un taxi finendo poi a letto insieme. Comprendendo di essere ancora innamorato di lei, e inizialmente ricambiato, rompe con Nora, aspettandosi che Robin faccia la stessa cosa, così come precedentemente concordato. Lei però ci ripensa e rimane con Kevin. Robin lascerà Kevin e avrà una storia con Nick, mentre Barney sta con Quinn, ma entrambe le loro storie finiranno male. Infine, nell'ottava stagione, Barney riconquisterà Robin con uno stratagemma e chiederà finalmente a Robin di sposarlo, quest'ultima capirà di amare veramente Barney e dunque gli risponde con un "Sì". Il loro matrimonio si svolge durante la nona stagione. Dopo il matrimonio i due viaggiano in continuazione a causa del lavoro di Robin, e Barney per starle dietro si vede costretto suo malgrado a rinunciare a tutto, alla fine capisce che pur amando Robin non è più felice, e i due decidono di divorziare.
- Nora: collega di Robin alla World Wide News conosciuta la sera prima di San Valentino. Nora è la seconda donna di cui Barney si innamora durante la serie. Nonostante abbia inizialmente rovinato il rapporto con lei in modo molto sgradevole (soltanto per paura di accettare i suoi sentimenti), nell'ultima puntata della sesta stagione si riappacificano e lei accetta di uscire con lui. Nella settima stagione intraprendono una seria relazione, tanto che Barney cancella tutte le sue pubblicità e innumerevoli strategie usate per andare a letto con le donne e si dimostrerà molto romantico e sdolcinato nei suoi confronti regalandole fiori, cioccolatini, palloncini e persino una canzone da lui stesso cantata in ufficio davanti a tutti. Pochi giorni prima di conoscere i genitori di lei (avvenimento per il quale era estremamente nervoso perché temeva di non piacergli), Barney e Robin si baciano in un taxi, finendo poi a letto insieme. Comprendendo di essere ancora innamorato della ex ragazza, rompe con Nora.
- Quinn Garvey: Una spogliarellista di cui Barney s'innamora, e con cui va presto a convivere. Hanno entrambi un carattere forte e una mentalità molto simile nel progettare piani oscuri per divertirsi alle spalle altrui. Infatti lei viene accettata subito dal gruppo perché la trovano perfetta per Barney, al quale rivela che smetterebbe di fare il suo lavoro solo se dovesse sposarsi. Alla fine della settima stagione Barney le fa la proposta, e Quinn accetta. Purtroppo la coppia va incontro a una serie di problemi, a cominciare dal fatto che Quinn scopre che Barney gli ha tenuta nascosta la sua precedente relazione con Robin, inoltre Barney propone a Quinn un contratto prematrimoniale, e Quinn fa altrettanto; infine i due rompono il fidanzamento perché capiscono che il loro comportamento è supportato dal fatto che non si fidano l'uno dell'altra.
- Ellie Stinson: Ellie è la figlia di Barney, nata da un'avventura occasionale tra Barney e una ragazza (soprannominata "Ragazza numero 31"). Barney la definisce "Il suo vero grande amore", quindi può rientrare tra le donne significative di Barney, il quale arriva a rifiutare due ragazze, spingendole ad andare a casa loro per vestirsi decentemente.

### Le regole
Barney ha inventato una serie di regole che insegna anche a Ted:
- "Il diritto di recesso": Se il ragazzo o la ragazza con cui si è usciti (generalmente in seguito a un appuntamento al buio) non piace, lo si può scaricare nei primi 5 minuti di conversazione[46].
- Nel suo blog, Barney ha pubblicato la lista dei 24 punti in comune fra le donne e i pesci, tra i quali "entrambi sono attratti da oggetti che luccicano": per questo egli indossa una camicia "lucida" per andare in discoteca.[47]

Grafico della "Scala Pazza / Gnocca", una delle regole inventate da Barney per frequentare una ragazza.

- L'unica occasione in cui vale la pena aspettare un mese per fare l'amore è quando la propria partner ha 17 anni e 11 mesi[48].
- L'"Oh Mortale": più cose si conoscono del proprio partner e più si avvicina il momento dell'Oh Mortale, ovvero il momento in cui scopri un particolare dettaglio su quella persona che ti spingerà alla fuga.
- "La scala Pazza/Gnocca": è un grafico immaginario con il quale Barney dimostra che quanto più una ragazza è pazza (ascissa del grafico) tanto più deve essere gnocca (ordinata del grafico) o viceversa. Infatti una ragazza non deve trovarsi al di sotto della cosiddetta "diagonale di Vicky Mendoza" (una ragazza con cui Barney usciva, esperta nel passare da una parte all'altra del grafico). La zona del grafico al di sotto e a destra della diagonale viene chiamata "zona Shelly-Gillespie" (un'altra ragazza con cui Barney usciva), in questa zona si trovano le ragazze che sono più pazze di quanto non dovrebbero essere[49].
- "La regola di platino": non ci devono essere rapporti con i vicini (intesi come colleghi, vicini di casa ecc.), sia d'amicizia sia d'amore. Infatti un ipotetico rapporto con i vicini è costituito sempre da otto fasi[50]:
  1. Attrazione (Attraction): comprendi di essere attratto da una persona;
  2. Compromesso (Bargaining): ti trovi nella situazione di stare da solo con la persona che ti interessa;
  3. Capitolazione (Submission): si avvia una relazione;
  4. Benefici (Perks): si godono i vantaggi del rapporto;
  5. La presa di coscienza (The Tipping Point): si comprende di avere fatto un grosso errore;
  6. Purgatorio (Purgatory): si soffre della relazione intrapresa;
  7. La grande mazzata (Confrontation): si mette fine alla relazione;
  8. Conseguenze (Fallout): si raccolgono gli svantaggi della rottura del rapporto.

Ted ha poi aggiunto una nona fase, la Coesistenza (Coexistence): ci si abitua a vedere la persona e si accetta come sono andate le cose.
- "La piramide delle sfuriate": se un superiore fa una "sfuriata" contro un suo inferiore è perché questo superiore è stato vittima, a sua volta, di una "sfuriata" da parte di un suo superiore[51].
- "La regola dell'appuntamento": non si devono fare programmi a lungo termine con una ragazza appena conosciuta.
- "I tre criteri del non tradimento": non è un tradimento se[52]:
  1. Non sei tu quello sposato;
  2. Nel nome di lei ci sono due vocali vicine;
  3. Ha un prefisso diverso dal tuo.
- "L'effetto cheerleader": spesso delle ragazze che in gruppo sembrano belle, se guardate con più attenzione singolarmente si rivelano brutte, proprio come avviene per le cheerleader; questo effetto è valido anche per i maschi[53].
- "Il ferramenta": rimorchiare dal ferramenta è un'ottima scelta perché le ragazze che vanno da sole dal ferramenta possono essere di cinque tipi[54]:
  1. le single;
  2. le lasciate da poco;
  3. le appena divorziate;
  4. le lesbiche che si lasciano guardare;
  5. le novelle vedove.
- "La regola dei tre giorni": non si deve chiamare una ragazza se non sono passati almeno tre giorni da quando si ha avuto il suo numero di cellulare[55]. Secondo Barney, questa regola è stata inventata da Gesù che prima di risorgere ha aspettato tre giorni.
- "Y e I": le ragazze il cui nome finisce per Y sono delle donne molto passionali a letto, mentre le donne il cui nome dovrebbe finire in Y e invece termina in I lo sono ancora di più.
- "L'affittacamere beffato": qualche volta una ragazza di bell'aspetto può approfittare dell'ospitalità di un uomo facendogli credere di volere andare a letto con lui, solo per trovare un posto letto. Ovviamente il discorso vale anche a parti invertite. Barney tira fuori questa teoria proprio quando una ragazza della periferia, che Ted aveva conosciuto al bar, dopo essere salita da lui, si era addormentata sul divano. Traendo spunto dalla situazione, racconta una sua esperienza passata in cui avrebbe beffato una donna e racconta la storia in rima[56].
- "La teoria della sirena": una ragazza che inizialmente sembra brutta (tricheco), dopo un certo tempo passato con lei (timer della sirena) diventa incredibilmente attraente (sirena). La teoria deriva dal comportamento dei marinai, che non vedendo donne per lungo tempo nei loro viaggi, incominciavano a scambiare i trichechi sugli scogli per bellissime sirene. Questa teoria ha inoltre un corollario: una donna diventa un tricheco quando resta incinta, ma può tornare a essere una sirena con l'allattamento al seno[57].
- "Il giorno di San Disperatino": il 13 febbraio, giorno prima di san Valentino dovrebbe chiamarsi San Disperatino, dal momento che le donne single cercano a tutti i costi un appuntamento per San Valentino data la loro inguaribile vena romantica. Barney dice che si può approfittare di questa situazione per conquistare ragazze anche molto carine. È il giorno in cui una ragazza con un fisico da 10 ha l'autostima di una ragazza da 4 e la depravazione di una ragazza da 2. L'importante è che tutto finisca per le 23:59 o si rischia di avere un appuntamento di San Valentino[58].
- "Le sole regole": Di tanto in tanto Barney dice di avere una sola regola. Ecco tutte quelle che ha elencato:
  1. Se devo farlo nella toilette di un cantiere, è meglio farlo all'alba;
  2. Mai andare a letto con una ragazza che ha il cognome che finisce per vocale, ha di certo dei fratelli;
  3. Mai frequentare una donna con un uncino alla mano;
  4. Non uscire mai con una ragazza più di una volta;
  5. Mai e poi mai e poi mai conoscere i genitori di una ragazza;
  6. Nuovo è sempre meglio.

Mentre per le prime quattro regole c'è un'eccezione, ovvero "deve essere una vera bomba", la quinta non ha alcuna eccezione, ed è sempre valida.

#### Il FraCodice
Il "Codice dei fratelli" o "FraCodice" (Bro-code) contiene una serie di regole di comportamento fra amici intimi ("fratelli", bros). Secondo Barney il libro è stato scritto da un suo antenato, Barnaba Stinson, sul retro della Costituzione americana per risparmiare carta, dopo che George Washington e Benjamin Franklin avevano litigato per una donzella. Alcune delle regole del codice vengono elencate nel corso dell'episodio:
- 1. I fratelli prima delle donne. Ricordate, fidanzate vanno e vengono, ma i tuoi fratelli sono sempre lì.
- 3. Se una ragazza è una ex-fidanzata (propria o di un fratello), lei è off-limits per sempre fino alla fine dei tempi. Ricorda sempre "con la ex del tuo fratello non fare il porcello" (senza il suo permesso).
- 29. Un fratello deve informare tempestivamente un altro fratello in caso di una rissa tra donne.
- 34. I fratelli non possono guardarsi negli occhi durante un rapporto a tre (i due uomini).
- 53. Un fratello cercherà, qualora possibile, di proteggere sempre un altro fratello.
- 87. Un fratello ha l'obbligo di dire agli altri sempre di sì.
- 89. La mamma di un fratello è sempre off-limits ma la matrigna di un fratello è invece abbordabile se ci prova per prima e/o indossa un capo di abbigliamento leopardato.

#### Il Playbook
Il "Playbook" (inizialmente indicato solo come Manuale nella quinta stagione) è un grosso libro nero in cui Barney ha raccolto ogni truffa, raggiro, inganno, imbroglio, approccio o fregatura che egli ha usato o sperato di usare per portarsi a letto una ragazza. Nella puntata stessa egli parla di alcuni dei suoi trucchi:
- "Il Non Berlo": consiste nel fermare una ragazza che sta per bere un drink al bancone di un bar dicendole "Non berlo, ho visto qualcuno che ci metteva qualcosa", e dopo avere indicato il presunto colpevole (spesso Ted), la ragazza dimostrerà tutta la sua riconoscenza.
- "Mrs Stinsfire": consiste nel travestirsi da anziana e nello spacciarci da nuova governante di una confraternita di ragazze. Si tratta di un chiaro riferimento al film Mrs Doubtfire.
- "Il Lorenzo Von Matterhorn": la realizzazione di questo trucco richiede una conoscenza base di web design e un nome inventato assolutamente unico. La prima parte del trucco consiste nel creare una serie di siti falsi che illustrano la mirabolante vita del personaggio famoso che avrà il nome inventato prima scelto e il volto dell'autore dello scherzo. Dopodiché bisogna avvicinare una ragazza dotata di cellulare e comportarsi da personaggio in vista, suscitando la sua curiosità e facendo attenzione a scandire bene il nome inventato. In questo modo la ragazza, cercando su internet il nome del personaggio grazie al cellulare, scoprirà grazie ai siti falsi tutta la vita mirabolante del personaggio. Tra l'altro, se si prova a cercare su Google "Lorenzo Von Matterhorn", appariranno realmente i siti fake creati appositamente da Barney per l'omonima tecnica di rimorchio nell'episodio.
- "La SNASA": consiste nel fingersi parte di un programma segreto della NASA, la SNASA (Secret NASA).
- "I Biechi Trucchetti": consiste nel fingersi membro di una rock band chiamata "Biechi Trucchetti" (chiaro riferimento alla rock band Cheap Trick).
- "Il Lui non verrà mai": la realizzazione di questo trucco richiede una terrazza panoramica come quella dell'Empire State Building. Una volta raggiunta la terrazza, bisogna ripetere a tutte le ragazze incontrate, la frase "Tanto lui non verrà mai", fino a quando non si incontrerà una ragazza che si era veramente data un appuntamento con qualcuno.
- "Il Ted Mosby": consiste nel fingersi un uomo abbandonato all'altare dalla donna che ha amato (proprio come è avvenuto a Ted), suscitando la compassione della ragazza.
- "Il Pisello della lampada": consiste nel vestirsi da genio della lampada, a questo punto i mobili prendono vita e ballano con lui. Marshall ritiene che non sia articolato come "Il Mrs Stinsfire".
- Il Sommozzatore": si tratta di un trucco articolato in più fasi:
  1. Mostrare il "Manuale di Rimorchio" a un'amica;
  2. Portare a letto una sua collega, in modo che si arrabbi e ve lo rubi;
  3. Mettersi una muta da sub e annunciare la messa in scena del "Sommozzatore" ai danni di una biondina al bar. L'amica le racconterà così del manuale;
  4. Quando l'amica e la bionda chiedono cosa sia il "Sommozzatore", bisogna partire con una falsa "menata esistenziale" in modo che l'amica, toccata nel profondo, parli bene di voi con la bionda. A questo punto è fatta.
- "Robin - Il Pettirosso"[62]: consiste in un progetto articolato in 16 fasi:
  1. Ammettere che si prova ancora qualcosa per questa ragazza;
  2. Scegliere il momento più sbagliato per comportarti da ubriacone e farsi rifiutare di proposito;
  3. Accettare che fra di voi non funziona e chiudere la porta a ogni possibile futuro, e Robin impazzirà;
  4. Robin impazzisce;
  5. Trovare la persona che infastidisce di più Robin al mondo e chiedere il suo aiuto;
  6. Andare dal medico per possibili fratture alle costole (dovute al forte abbraccio di Patrice);
  7. Fingere di uscire con Patrice;
  8. Aspettare che Robin entri nel tuo appartamento per rubare il "Manuale di Rimorchio" e mostrarlo a Patrice;
  9. Dopo che Patrice trova il "Manuale di Rimorchio", è tempo della prima megalitigata;
  10. Dimostrare la tua lealtà a Patrice bruciando il "Manuale di Rimorchio" (e bruciarlo davvero, non ti serve più);
  11. Dato che i tuoi amici non si contengono cercheranno di intervenire a favore di Robin;
  12. Dire solo a Ted che hai intenzione di chiedere a Patrice di sposarti;
  13. Vedere se Ted ne parla a Robin, in quel caso il tuo migliore amico avrà rinunciato a Robin e ti avrà dato la sua benedizione;
  14. Robin arriva nel suo posto preferito in città e trova l'ultima segreta pagina del "Manuale di Rimorchio", l'ultima mossa della tua carriera;
  15. Robin capisce di essere sotto il vischio;
  16. Sperare che dica di sì (Barney chiede a Robin di sposarlo).

## Differenze con la versione originale
Nel primo episodio della serie Barney pronuncia per la prima volta quella che sarà la sua frase più famosa, "Suit up!", tradotta con "Metti la giacca!" in italiano. Con questa frase Barney intima ai suoi amici di vestirsi eleganti come lui per uscire. Qualche episodio più tardi si scopre che la frase deriva da un volantino su una svendita di giacche dato a Barney poco dopo la delusione amorosa avuta con Shannon. Secondo Craig Thomas, l'ideatore della serie, questo è un segno di come Barney consideri la giacca "una sorta di costume da supereroe che lo distingua dalla massa". Questa frase è ripetuta in molte puntate e talvolta viene modificata per indicare ciò che Barney sta indossando: anche se nel doppiaggio italiano il più delle volte queste espressioni non possono essere colte perché tradotte in modo diverso. Per esempio Barney dice "Flight Suit Up!" (tradotto in italiano con "Metti questo e taci!") per convincere Ted a essere il suo secondo pilota; "Snow Suit Up!" (tradotto in italiano con "Vestiti da montagna!") per convincere Ted a costruire un igloo a Central Park; quando Ted sta aspettando una ragazza alla festa di Halloween, Barney dice "I even penguin suited up for you!", tradotto in italiano come "Mi sono vestito da pinguino per convincerti!"; "Slut Up!" (tradotto come "Zoccoleggiate!") a Lily e Robin che si stanno preparando per andare a un ballo scolastico e in molte altre occasioni. La frase ha avuto così tanto successo da portare alla creazione dell'"International Suit-Up Day” su Facebook. Inoltre nell'episodio Lei odia giacca e cravatta, per festeggiare il centesimo episodio della serie, Barney canta, con la compartecipazione degli altri protagonisti della serie, Nothing Suits Me Like A Suit, un singolo che ha raggiunto la posizione 76 nella Billboard Canadian Hot 100 e 50 nella Official Singles Chart.
Un altro suo grande tormentone è sicuramente "Legendary" ("Leggendario"). Spesso Barney interpone "Wait for it!" (tradotto soprattutto con "Adesso arriva" o "Non ti muovere") tra le sillabe della parola. Spesso tra le due parti della parola Barney lascia passare molto tempo, tanto che la seconda stagione si chiude con Barney che dice "Leggen... Non ti muovere..." e la terza stagione si apre con la parola "...Dario!". Alcune volte Barney cambia anche questa battuta per adattarla alla situazione o per ottenere un maggiore effetto comico, per esempio "Leggen... Indovina, è una parola che non conosci, ti do un aiutino, finisce con... Dario!". Quando Ted diventa suo collega Barney dice che sarà Leggen... e manda Dario! a Ted come messaggio urgente scritto su carta, tramite una sua segretaria. Dopo avere conosciuto il padre Barney lo chiama inizialmente "Legen-Daddy", tradotto in italiano come "Leggen-Drago", che significa in realtà "Papà Leggendario". Questo suo tormentone porterà Lily e Marshall a chiamare loro figlio Marvin Wait For It Eriksen.
Talvolta Barney prova a rimorchiare ragazze attraenti insieme con Ted e per incominciare la conversazione dice, indicando Ted, "Loooo conosci Ted?" ("Haaaave you met Ted?"). Thomas, l'ideatore, ha detto che questa frase è basata su una storia vera, dal momento che un suo amico usava spesso una frase simile per approcciare le ragazze. Barney usa di frequente anche l'espressione "Daddy's Home" ("Papà è tornato") per incominciare le conversazioni o per le grandi entrate.
Barney inoltre racconta spesso elaborate storie o afferma la propria imponenza (awesomeness) terminando le frasi con "True Story", o aggiungendo fantomatiche statistiche in cui compare sempre l'83%, questo soprattutto quando la storia o lo studio sembrano essere tutt'altro che veri. A proposito del numero 83, nella quarta stagione, quando Barney si traveste da anziano per abbordare le ragazze per scommessa, dichiara di avere 83 anni. Ancora, quando qualcuno gli chiede quale sia esattamente il suo lavoro, Barney risponde con "Smettila" o "Piantala" ("Please!" che nella nona stagione si scopre essere l'acronimo della sua attività) e suo fratello James risponde in modo simile quando gli viene chiesto il motivo della evidente differenza etnica tra lui e il fratello.
Un'altra sua frase molto famosa è "Quando sono triste smetto di essere triste e divento irresistibile. Storia vera!" ("When I'm sad, I stop being sad and be awesome instead! True story!"). Barney dice questa frase vedendo che Marshall è molto triste dopo che Lily lo ha abbandonato. Molto simile, almeno nella versione originale inglese è la frase con cui si rivolge a Robin dopo avere preso un raffreddore: "Whenever I start feeling sick, I stop being sick and be awesome instead." tradotta in italiano come "Tutte le volte che mi sento male, dico al mio corpo che è un eccesso di splendore e funziona!" Secondo Barney questo è "il suo sistema affinché la mente domini sul corpo" (Mind over Body).
Barney chiede il cinque in molti modi diversi adattandosi alla situazione un po' come Todd Quinlan in Scrubs. "Relapse five", "Phone five", "Cell Five", "Tiny five", "Freeze-frame high-five", "hypothetical high-five", "wordplay five", "arthritis five", "self five", "foot five", "claw five", "solemn low-five", "door five", "Motility-five" e "high-six" ne sono alcuni esempi, anche queste espressioni tuttavia vengono perse nel doppiaggio italiano. Nel suo periodo hippy preferiva dare il due (high two), come segno di pace.
Barney dice spesso "Sfida accettata" ("Challenge accepted") quando sente una persona supporre che qualcosa non può essere fatta, anche se la frase era solamente un'ipotesi, non una sfida. Nell'episodio Giustizia secondo Lily Marshall parla di una sua docente molto severa che secondo lui avrebbe bisogno di provare "emozioni forti", e Barney la chiama "pantera" (donna matura, generalmente oltre la quarantina in caccia di uomini più giovani) e accetta la sfida (che nessuno gli ha lanciato) di "domarla". Nell'episodio La lista delle sfide, invece, Ted parla di una lista di cose che non può più fare perché troppo vecchio e Barney decide di realizzarle tutte. Nella versione inglese dell'episodio Stanco di aspettare dichiara di volere provare a farsi togliere una multa da un pubblico ufficiale dicendo "Challenge Accep..." e indicando Ted per completare la frase. Nella versione italiana, non potendo utilizzare evidentemente lo stesso gioco di parole, Barney dice "Lo giuro sul divino..." e indica Ted per dire "architetto". Nell'episodio La finestra accetta la sfida di rimorchiare una ragazza indossando una vecchia salopette di Marshall, mentre nell'episodio Pensando a un bambino prova a rimorchiare una ragazza parlando come un bambino. Questa sarà l'unica volta in cui Barney ammetterà di non avere completato una sfida, nonostante poco dopo riesca a portarla a termine senza nemmeno provarci.
Nell'episodio La foto di gruppo, Barney ammette che è praticamente impossibile per lui venire male in foto. Robin, così, proverà per tutto l'episodio a fotografarlo di nascosto, ma l'uomo inspiegabilmente avrà sempre una posa perfetta.

## Concezione e sviluppo

### Casting
Harris è stato invitato all'audizione per trovare l'interprete di Barney da Megan Branman, il casting director della serie. È stato invitato al provino solamente perché i due erano amici, infatti Harris non credeva di avere una buona chance per interpretare il personaggio. Il suo provino riguardava una scena di laser tag, dove Harris, accidentalmente, batté su una sedia e sbatté contro un muro. I dirigenti della CBS hanno apprezzato la sua interpretazione e a Harris fu subito offerta la parte.

## Accoglienza

### Influenze culturale
Gli autori hanno dato al personaggio il nome di Barney Stinson come un venditore di eroina in un romanzo di James Ellroy, L.A. Confidential.. Il personaggio di Barney è stato spesso paragonato a quello di Arthur Fonzarelli (Fonzie di Happy Days). Come Barney infatti, Fonzie, pur non essendo il protagonista è arrivato ad avere più volte una maggiore visibilità rispetto al protagonista stesso della sit-com, Richard Cunningham. Inoltre entrambi sono dei gran donnaioli e sono considerati "fighi" anche se in modo del tutto diverso dal momento che appartengono a due epoche ben distanti.

### Successo tra il pubblico
Barney è uno dei motivi principali per cui la serie ha successo. Secondo Maclean's, un settimanale canadese, Barney è il più famoso personaggio della serie, spiegando che i personaggi più apprezzati sono spesso quelli con le migliori frasi a effetto, con i migliori tormentoni. TV Land ha classificato il "Suit up" di Barney tra le 100 frasi tipiche migliori di un personaggio televisivo. In questa classifica, la frase di Barney è solo una delle quattro della televisione contemporanea dal momento che al giorno d'oggi gli autori sono meno avvezzi a fare ripetere la stessa frase a un personaggio in più episodi.
Harris è stato candidato a un Emmy per il miglior attore non protagonista in una serie comica per il suo ruolo di Barney dal 2007 al 2010.
Fireside ha pubblicato tre libri sul personaggio: i loro titoli sono The Bro Code, Bro on the Go e The Playbook. Anche se i libri risultano essere scritti da Barney Stinson, essi sono stati in realtà stilati da un autore della serie e rivelano il codice con cui il personaggio vive presumibilmente la sua vita (anche se nella serie spesso Barney viola alcune delle sue regole).
Barney Stinson è famoso anche nel web per i cosiddetti Internet meme, in cui viene raffigurato con un calice in mano mentre fa il suo classico commento «true story» ("storia vera").